# ویتوریو اسگاربی
ویتوریو اسگاربی (ایتالیایی: Vittorio Sgarbi؛ زادهٔ ۸ مهٔ ۱۹۵۲) یک سیاستمدار، مورخ، منتقد هنری، صاحب‌نظر فرهنگی و شخصیت تلویزیونی اهل ایتالیا است که در سال ۱۹۹۶ میلادی متهم به کلاهبرداری شد و در سال ۲۰۱۲ میلادی به دلیل ارتباط با مافیا، از شهرداری سالمی (سیسیل) کناره‌گیری کرد. ویتوریو اسگاربی متصدی و رئیس غرفهٔ ایتالیا در دوسالانه ونیز در سال ۲۰۱۱ بود. وی علاوه بر آنکه در چندین دوره، نمایندهٔ مجلس ایتالیا بوده‌است، مدتی نیز در فرمانداری میلان خدمت کرده‌است که از تاریخ تا تاریخ سمت ایتالیا را برعهده داشت.